# أسباب الزيارة
أسباب الزيارة مسلسل تلفزيوني عراقي.

## الممثلون
- محمد حسين عبد الرحيم
- فرجينيا ياسين
- حافظ عارف
- إقبال نعيم
- فاضل جاسم
- مديحة وجدي
- هدى هادي
- طه علوان
- شهاب أحمد
- زهرة الربيعي
- عبد علي اللامي
- قاسم صبحي